# Kalleberga Hallar
Kalleberga Hallar är en stadsdel norr om Ronneby centrum. Bebyggelsen växte fram i anslutning till Kockums Emaljerverk och bestod ursprungligen av villabebyggelse från sekelskiftet 1800-1900. Bebyggelsen har efterhand kompletterats med senare tiders arkitektur men den ursprungliga bebyggelsekaraktären finns till stora delar kvar i området.